# Kazimierowszczyzna
Kazimierowszczyzna (lit. Kazimieriškės) − wieś na Litwie, w rejonie solecznickim, 3 km na południowy zachód od Turgieli, zamieszkana przez 13 ludzi. Przed II wojną światową w Polsce, w powiecie wileńsko-trockim województwa wileńskiego.